# Abdón de Paz

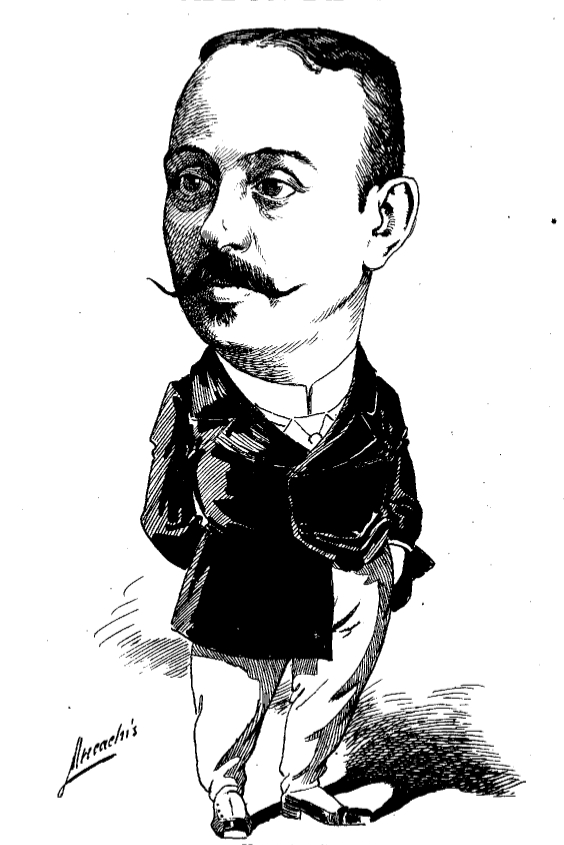
Caricatura de Abdón de Paz, obra de Mecachis y publicada en Madrid Cómico en 1891.

Abdón de Paz y Sánchez de la Serrana (Polán, 1840-Las Palmas, 1899) fue un escritor, periodista y jurista español.

## Biografía
Nacido en la localidad toledana de Polán el 1 de julio de 1840, fue funcionario público y escritor. Fue premiado por la Real Academia de Ciencias Morales y Políticas, por su obra Luz en la Tierra. Demostración de que entre la Religión Católica y la Ciencia no pueden existir conflictos (1881). Redactor de La Iberia y colaborador de otras publicaciones periódicas como La Ilustración Española y Americana o La Ilustración Católica, falleció en Las Palmas de Gran Canaria, en cuya audiencia era magistrado, el 2 de diciembre de 1899.